# Montigny-les-Jongleurs
Montigny-les-Jongleurs är en kommun i departementet Somme i regionen Hauts-de-France i norra Frankrike. Kommunen ligger i kantonen Bernaville som tillhör arrondissementet Amiens. År 2022 hade Montigny-les-Jongleurs 101 invånare.

## Befolkningsutveckling
Antalet invånare i kommunen Montigny-les-Jongleurs
| Referens: INSEE |